# Cölestina
Cölestina (auch Coelestina oder Zölestina) ist ein weiblicher Vorname.

## Herkunft und Bedeutung
Der Name leitet sich von der mittellateinischen Form coelestis des lateinischen Wortes caelestis „himmlisch“ ab. Coelestina bedeutet also „die Himmlische“ oder „für den Himmel bestimmt“.

## Varianten
- Cölestine, Coelestine, Zölestine
- Celestina (italienisch, spanisch)
- Celestine (englisch)
- Célestine (französisch)
- Celestyna (polnisch)
- männlich: siehe Coelestin

## Bekannte Namensträgerinnen
- Cölestina Zeiler (1690–1766), Benediktineräbtissin in der Habsburgermonarchie